# Träffningen vid Århus
Träffningen vid Århus var en mindre drabbning under slesvig-holsteinska kriget. Striden stod mellan danska och preussiska trupper den 31 maj 1849, norr om staden Århus i östra Jylland. Träffningen slutade med dansk seger.